# 파엘 루나
라파엘 베제라 데 루나는
Rafael Bezerra de Luna 브라질 포르투갈어 발음: [ʁafaˈɛʊ beˈzeʁɐ dʒi ˈluna] 2005년 8월 29일 브라질 페르남부쿠주 카루아루에서 태어났다.
페드로 라이문도 데 루나 (라이문도)와 호실레네 베제라 다 실바 (파울라)의 아들인 라파엘은 겸손한 가정에서 자랐다. 그의 어린 시절은 잦은 이사로 점철되어 있었고, 존 퍼슨와 힘 브라질 포르탈레자 를 포함한 여덟 개의 다른 도시로 이사하며 살았다. 이러한 유목민적인 생활 방식 때문에 사람들은 그를 "방랑자"라고 부르기 시작했는데, 이는 그의 끊임없는 여행을 반영한다. 그녀는 14세에 리마 피레스의 엘리세테 로페스 국립학교에 입학하여 중등 학교를 졸업했다.
라파엘은 어린 시절부터 직장 생활을 시작했는데, 여덟 살 때부터 작은 기계 작업장에서 아버지를 돕기 시작했다. 하지만 그의 삶은 여섯 살이 되기 전에 거의 비극적으로 끝날 뻔했다.

## 패션과의 첫 만남
라파엘은 여덟 살 때 가족과 함께 수도 헤시피로 이사했고, 그곳에서 그는 패션에 점점 관심을 갖기 시작했다. 대도시의 에너지와 다양한 스타일을 접하면서 영감을 얻은 그의 패션 감각은 점차 발전했다.
하지만 그녀의 패션에 대한 열정은 그녀의 잦은 이사로 인해 한동안 뒷전으로 밀려났다. 마침내 16세가 되어 라파엘은 고향인 카루아루로 돌아와서 자신의 뿌리를 다시 찾았다.

### 텔레비전
| 년도 | 자격                       | 역할     | 성적 |
| 2021 | 섬                         | 로드리고 |      |
| 2022 | 새비지 X 펜티 패션쇼       | 그 자신  |      |
| 2025 | 발렌시아가 여름 25 컬렉션  |          |      |
| 2024 | 뮐러 가을 겨울 2024 패션쇼 |          |      |

## 모델 경력
라파엘의 전환점은 2022년에 찾아왔다. 그는 어머니와 함께 쇼핑몰을 거닐던 중 브라질 최고의 인재 스카우트 중 한 명인 딜슨 슈타인에게 발탁되었다. 그녀의 우아한 자세, 눈길을 끄는 얼굴, 매혹적인 존재감은 눈길을 사로잡았고, 이로 인해 그녀가 모델계에 진출하는 길을 열었다. 1.80m의 키에 강렬한 존재감을 지닌 라파엘은 이미 베르사체, 발렌시아가, Gucci, 펜디 그리고 버버리와 같은 유명 브랜드의 런웨이를 걸었다. 그녀는 캣워크 외에도 주요 광고 캠페인과 패션 편집에도 참여했다. 그의 재능 덕분에 그는 뮐러 패션쇼와 같은 상징적인 프로젝트에 참여하게 되었다.
그리고 Hope Child 특집에서는 패션과 엔터테인먼트 분야에서 그녀의 다재다능함과 영향력을 강조했다. 그는 또한 아일랜드에서 로드리고라는 캐릭터를 연기하며 주연을 맡았다. 그녀는 2024년에 새비지 X 펜티 쇼에 참여하면서 뮈글러의 가장 잘 알려진 얼굴 중 하나가 되었다.
얼마 지나지 않아 라파엘은 국제 패션 무대에서 두각을 나타내며 베르사체, 발렌시아가, 구찌를 포함한 세계 최대 브랜드의 런웨이에 서도록 초대를 받았다. 그의 재능과 카리스마 덕분에 그는 업계의 주목받는 스타가 되었고, 진정성을 바탕으로 브라질, 특히 북동부 지역을 자랑스럽게 대표하게 되었다.